# Marta Knoch
Marta Knoch, z domu Wójcik (ur. 6 października 1992 w Opolu) – polska łyżwiarka szybka specjalizująca się w short tracku, od 2018 reprezentująca Węgry. Dwukrotna brązowa medalistka mistrzostwa Europy w sztafecie kobiet (2013 z reprezentacją Polski i 2019 z Węgierkami).
Jest żoną Viktora Knocha, węgierskiego mistrza olimpijskiego w short tracku w sztafecie mężczyzn z 2018.

## Życiorys
Wójcik początkowo uprawiała łyżwiarstwo figurowe, jednak w 2007, za namową trenerów, zdecydowała się trenować short track. Jako reprezentantka Polski najlepsze wyniki na arenie międzynarodowej osiągała w rywalizacji kobiecych sztafet. W konkurencji tej w 2013 zdobyła brązowy medal mistrzostw Europy (Wójcik startowała w biegu eliminacyjnym), a także trzykrotnie zajmowała lokaty w czołowej „ósemce” tej imprezy (5. w 2015, 6. w 2012 i 7. w 2014), sukces ten powtarzając raz w mistrzostwach świata juniorów (8. w 2009). W Pucharze Świata zadebiutowała w sezonie 2012/2013, jednak nie osiągała znaczących rezultatów – indywidualnie w czołowej „dwudziestce” uplasowała się raz (11. w biegu na 1000 m w Dreźnie w sezonie 2014/2015), w sztafecie dwukrotnie zajmowała miejsce w czołowej „dziesiątce” (7. w Dreźnie w sezonie 2012/2013 i 10. w tym samym mieście w sezonie 2014/2015). Bez powodzenia startowała w Zimowej Uniwersjadzie 2013 (najlepszy wynik – 11. pozycja na dystansie 500 metrów). Próbując zakwalifikować się na Zimowe Igrzyska Olimpijskie 2014 i chcąc zebrać środki na ten cel wystąpiła, wspólnie z Aidą Bellą, w rozbieranej sesji zdjęciowej do Playboya – ostatecznie jednak obu nie udało się zdobyć kwalifikacji olimpijskiej. Jest medalistką mistrzostw Polski w short tracku.
Jako zawodniczka short tracku poznała swojego późniejszego męża – Węgra Viktora Knocha, który również uprawia tę dyscyplinę sportu (w 2018 został mistrzem olimpijskim w męskiej sztafecie). Za sprawą tej znajomości od 2012 wyjeżdżała na treningi do Węgier. Po sezonie 2014/2015, na skutek konfliktu z ówczesną trenerką reprezentacji Polski, opuściła zgrupowanie kadry i podjęła samodzielny trening na Węgrzech. Wkrótce później zaszła w ciążę i zawiesiła karierę, zamieszkując na stałe w Budapeszcie. Po urodzeniu syna zajęła się jego wychowaniem, a do treningów powróciła w 2018, decydując się na reprezentowanie Węgier. W barwach nowej kadry, startując już pod nazwiskiem Knoch, w sezonie 2018/2019 osiągnęła najlepszy w karierze wynik w Pucharze Świata (5. w sztafecie kobiet w Salt Lake City), a następnie zdobyła brązowy medal mistrzostw Europy w kobiecej sztafecie.